# Lagynodes biroi
Lagynodes biroi is een vliesvleugelig insect uit de familie van de Megaspilidae. De wetenschappelijke naam van de soort is voor het eerst geldig gepubliceerd in 1936 door Szelenyi.